# Массари, Леа
Леа (Ле́я) Массари (итал. Lea Massari; настоящее имя — Анна Мария Массетани, итал. Anna Maria Massetani; 30 июня 1933, Рим — 23 июня 2025, Рим) — итальянская актриса и модель.

## Биография
Родилась 30 июня 1933 года в Риме. Сменила имя в 22 года, после трагической смерти её жениха Лео незадолго до свадьбы. Изучала архитектуру в Римском университете «Ла Сапиенца».
Наиболее известна по ролям Анны в экзистенциальной драме Микеланджело Антониони «Приключение» (1960) и Клары в фильме Луи Маля «Порок сердца» (1971).
Была членом жюри Каннского кинофестиваля (1975).
Скончалась 23 июня 2025 года в Риме. Похоронена на коммунальном кладбище в Сутри (Витербо), в семейном склепе.

## Избранная фильмография
- 1960 — Приключение / L’avventura — Анна
- 1961 — Колосс Родосский / Colosso di Rodi — Диала
- 1962 — Четыре дня Неаполя / Le quattro giornate di Napoli — Мария
- 1964 — Непокорённый / L’insoumis — Доминик Серве
- 1964 — Они шли на Восток / Italiani brava gente — эпизод
- 1964 — Плач по бандиту / Llanto por un bandido — Мария Херонима
- 1965 — Солдатские девки / Le soldatesse — Тула
- 1970 — Мелочи жизни / Les choses de la vie — Катрин Берар
- 1971 — Шум в сердце / Le souffle au coeur — Клара Шевалье
- 1972 — Бег зайца через поля / La course du lièvre à travers les champs — Шугар
- 1972 — Первая ночь покоя / La prima notte di quiete — Моника
- 1973 — Недостижимая цель / Impossible Object — женщина
- 1974 — Аллонзанфан / Alonsanfan — Шарлотта
- 1975 — Страх над городом / Peur sur la ville — Нора Эльмер
- 1978 — Встречи Анны[фр.] / Les rendez-vous d’Anna — мать Анны
- 1979 — Христос остановился в Эболи / Cristo si è fermato a Eboli — Луиза Леви
- 1984 — Седьмая мишень / La 7ème cible — Нелли

## Награды
- 1973 — Премия Серебряная лента за лучшую женскую роль второго плана («Первая ночь покоя»)

- 1979 — Премия «Серебряная лента» за лучшую женскую роль второго плана («Христос остановился в Эболи»)